# Foursome
Foursome jest formatem gry w golfa, w którym biorą udział dwie dwuosobowe drużyny.
Zawodnicy z danej drużyny na każdym dołku wykonują uderzenia naprzemiennie używając jednej wspólnej piłki. Uderzenia z tee są również wykonywane na zmianę przez obu graczy w oparciu o podział parzyste dołki: gracz A, nieparzyste dołki: gracz B. Foursome najczęściej spotyka się jako odmianę gry match play, ale można ją stosować także w przypadku gry stroke play. Najbardziej znane turnieje wykorzystujące ten format to Ryder Cup, Solheim Cup, Presidents Cup, czy też Lexus Cup.